# Atropha luteipes
Atropha luteipes är en stekelart som beskrevs av Pierre L. G. Benoit 1953. Atropha luteipes ingår i släktet Atropha och familjen brokparasitsteklar. Inga underarter finns listade.